# تاريخ مصر تحت حكم جمال عبد الناصر
تاريخ مصر تحت حكم جمال عبد الناصر يغطي تاريخ مصر تحت حكم جمال عبد الناصر فترة التاريخ المصري من الثورة المصرية عام 1952 التي كان جمال عبد الناصر أحد القادة الرئيسيين فيها وفترة توليه رئاسة مصر من عام 1956حتى وفاته في عام 1970. فترة جمال عبد الناصر بدأت بعهد جديد من التحديث والإصلاح الاشتراكي في مصر ودعوة قوية إلى القومية العربية (بما في ذلك اتحاد قصير الأمد مع سوريا) والتضامن مع العالم النامي. ارتفعت مكانة جمال عبد الناصر في مصر وفي جميع أنحاء العالم العربي في أعقاب تأميمه لقناة السويس في عام 1956 وانتصار مصر السياسي في العدوان الثلاثي اللاحق ولكنها تضررت بشدة من جراء الاجتياح الإسرائيلى واحتلالها للأراضي المصرية والعربية في حرب الأيام الستة من عام 1967.
يُنظر إلى هذه الحقبة على أنها فترة يتمتع فيها المواطنون العاديون بفرص غير مسبوقة في السكن والتعليم والوظائف والخدمات الصحية والتغذية بالإضافة إلى أشكال أخرى من الرفاهية الاجتماعية في حين تراجع التأثير الأرستقراطي. نما الاقتصاد الوطني بشكل كبير من خلال الإصلاح الزراعي ومشاريع التحديث الكبرى مثل مصانع حلوان للصلب والسد العالى في أسوان وقرارات التأميم مثل قناة السويس. ومع ذلك فإن النمو الاقتصادي الكبير الذي بدأ منذ أوائل عقد الستينيات من القرن الماضي قد شهد تراجعاً في الفترة المتبقية من هذا العقد بعد حرب 1967 ولم ينتعش إلا في عام 1970. خلال فترة حكم جمال عبد الناصر شهدت مصر عصرًا ذهبيًا من الثقافة خاصة في المسرح والسينما والتلفزيون والراديو والأدب والفنون الجميلة والكوميديا والموسيقى. هيمنت مصر تحت حكم ناصر على العالم العربي في هذه المجالات منتجة المطربين مثل عبد الحليم حافظ وأم كلثوم ومحمد عبد الوهاب والشخصيات الأدبية مثل نجيب محفوظ وتوفيق الحكيم والممثلين مثل فاتن حمامة ورشدي أباظة وإنتاج أكثر من 100 فيلم سنويًا مقارنة بإنتاج أكثر من 12 فيلمًا سنويًا خلال فترة رئاسة حسني مبارك (1981-2011).

## ثورة 1952
ما بين يومى 23 و26 يوليو 1952 بدأ تنظيم الضباط الأحرار وهم مجموعة من الضباط في الجيش المصري أسسه جمال عبد الناصر وترأسه اللواء محمد نجيب الذي قام بثورة 23 يوليوعام 1952 التي أطاحت بالملك فاروق الذي ألقى الجيش باللائمة فيه على الفقراء في مصر والهزيمة في حرب عام 1948 مع إسرائيل وعدم التقدم في محاربة الفقر والمرض والأمية في مصر. وسقط النظام الملكي في مصر والسودان. في العامين التاليين عزز الضباط الأحرار أماكنهم في السلطة. أدت التوقعات الشعبية للإصلاحات الفورية إلى أعمال الشغب قام بها العمال في كفر الدوار في 12 أغسطس 1952 والتي أدت إلى صدور حكمين بالإعدام. بعد تجربة قصيرة مع الحكم المدني ألغى الضباط الأحرار دستور عام 1953 وأعلنوا النظام الجمهوري في 18 يونيو 1953 وأصبح محمد نجيب أول رئيس لمصر. في غضون ستة أشهر تم منع جميع الأحزاب السياسية المدنية واستبدالها بهيئة التحرير ورأت النخبة الحاجة إلى «سلطة انتقالية» في ضوء فقر مصر وأميتها وعدم وجود طبقة وسطى كبيرة.

### الإخوان المسلمين
في يناير / كانون الثاني تم حظر جماعة الإخوان المسلمين وظلت منظمة سياسية غير قانونية حتى ثورة 2011. وجاءت هذه الخطوة في أعقاب مواجهات بين أعضاء من متظاهرين من جماعة الإخوان المسلمين وهيئة التحرير في 12 يناير / كانون الثاني 1954. وفي 26 أكتوبر / تشرين الأول وجهت تهمة محاولة اغتيال ناصر خلال تجمع حاشد في الإسكندرية إلى عناصر من جماعة الإخوان. وقد أدى ذلك إلى قيام السلطة الحاكمة في مصر وقتها بالعمل ضد الإخوان وأعدم قادة الإخوان في 9 ديسمبر.

### رئاسة ناصر
أصبح جمال عبد الناصر أول رئيس لمجلس قيادة الثورة ثم رئيس الوزراء وفي نوفمبر 1954 بعد عزل الرئيس نجيب من منصبه ووضعه قيد الإقامة الجبرية. ومع ذلك لم يصبح ناصر رئيسًا لمصر حتى عام 1956 حتى ذلك الوقت كان المنصب شاغراً.

### 1956
في هذه الأثناء نجح مجلس قيادة الثورة المدعوم أخلاقياً من قبل كل من الاتحاد السوفييتي والولايات المتحدة في البقاء في الحكم رغم معارضته للبريطانيين والفرنسيين خاصة فيما يتعلق بتواجد القوات الإنجليزية في منطقة قناة السويس. على الرغم من النداءات المستمرة من مجلس قيادة الثورة في المناقشات في الأمم المتحدة والضغط من كل من الولايات المتحدة والاتحاد السوفييتي لرفض البريطانيون نقل السيطرة على القناة إلى النظام الجديد في مصر. بدأ مجلس قيادة الثورة بتمويل وتنسيق هجمات أكبر على البريطانيين والفرنسيين في السويس. وأخيرا في 19 أكتوبر 1954 وقع ناصر معاهدة لإجلاء القوات البريطانية من مصر على أن يتم الانتهاء منها على مدى العشرين شهرا التالية. بعد ذلك بعامين في 18 يونيو 1956 رفع ناصر العلم المصري فوق منطقة القناة معلنا الإجلاء الكامل للقوات البريطانية.

### الدستور الجديد
أعلن الرئيس جمال عبد الناصر عن دستور جديد في 16 كانون الثاني / يناير في تجمع شعبي ووضع نظام حكم رئاسي يتمتع فيه الرئيس بسلطة تعيين وإقالة الوزراء. تم إقرار قانون الانتخابات في 3 مارس وتم منح المرأة حق التصويت لأول مرة في التاريخ المصري. انتخب جمال عبد الناصر الرئيس الثاني للجمهورية في 23 يونيو عام 1956. في عام 1957 أعلن ناصر عن تشكيل الاتحاد القومي مما يمهد الطريق لانتخابات مجلس الأمة ليصبح أول برلمان منذ عام 1952.

## الاقتصاد والمجتمع

### الإصلاح الزراعي

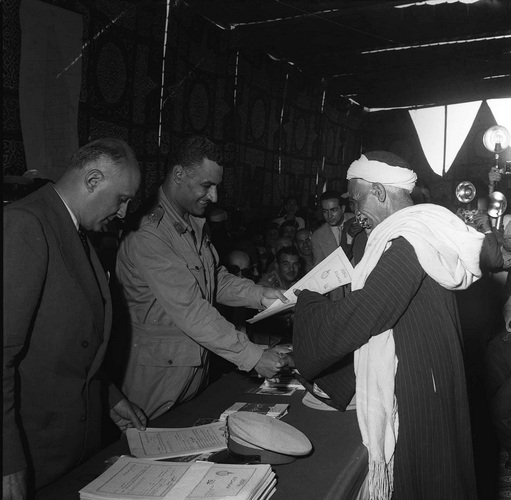
جمال عبد الناصر يسلم عقود أراضى الإصلاح الزراعى إلى الفلاحين المصريين في احتفال جماهيرى بالمنيا عام 1954.

أراد تنظيم الضباط الأحرار وضع حد للاحتلال البريطاني لكن لم يكن لديهم أيديولوجية أو خطة موحدة لمصر. إحدى القضايا التي تم الاتفاق عليها واتخاذ إجراء سريع بشأنها هي الإصلاح الزراعي. يمتلك أقل من ستة بالمائة من سكان مصر أكثر من 65% من الأراضي في مصر بينما يمتلك أقل من 0.5% من المصريين أكثر من ثلث جميع الأراضي الخصبة. بدأت عملية إصلاح الأراضي في 11 سبتمبر عام 1952 حيث صدر قانون يحظر ملكية أكثر من 200 فدان من الأرض (840000 متر مربع) وحدد معدل الإيجار للأرض التعاونيات القائمة للمزارعين والحد الأدنى للأجور.
خلال رئاسة جمال عبد الناصر ازدادت الأراضي المزروعة في مصر بنحو الثلث (وهو إنجاز قيل إنه استعصى على المصريين لأكثر من ألف عام).

### اقتصاد
نما اقتصاد مصر بمعدل 9% سنويا لمدة عقد تقريبا. ارتفعت حصة التصنيع من الناتج المحلي الإجمالي في مصر من حوالي 14% في أواخر الأربعينيات إلى 35% في أوائل السبعينيات.
"أدى تضافر برنامج الإصلاح الزراعي وإنشاء القطاع العام في مصر إلى نقل حوالي 75% من الناتج المحلي الإجمالي لمصر من أيدي الأغنياء الأرستفراطيين إلى الدولة أو الملايين من المالكين الصغار. أقرب ما يكون إلى هذا البرنامج الاجتماعي الواسع النطاق كان في الأيام الأولى لحكم محمد علي باشا في أوائل القرن التاسع عشر.

## الشؤون الخارجية
كان تأميم مصر لقناة السويس المملوكة للبريطانية نصرا عظيما لناصر الذي تم الاحتفاء به كبطل مصري وعربي قادر على هزيمة أعداء الأمة العربية وتمثيل الكرامة العربية. أطلق رئيس مجلس الدولة الصيني تشوان لاي على ناصر عملاق الشرق الأوسط.
برز جمال عبد الناصر كأحد مهندسي حركة عدم الانحياز، التي تأسست عام 1961 ككتلة من «الدول المستقلة» منفصلة عن حلف الناتو وحلف وارسو. تقريبا جميع المناضلين الإفريقيين المناهضين للاستعمار جاءوا إليه للحصول على التوجيه والدعم المعنوي والأموال.

### معارضة حلف بغداد
أحد الأسباب الرئيسية التي جعلت الأنظمة العربية المحافظة تشعر بالتهديد من جانب جمال عبد الناصر خلال سنواته الأولى في السلطة هي أن شعبيته قد برزت - حتى قبل أزمة السويس - عندما أصبح أحد أبرز منتقدي حلف بغداد لعام 1955. كان حلف بغداد في البداية تحالفًا بين العراق وتركيا والذي دعمته بريطانيا بهدف تعزيز قوتها في الشرق الأوسط. واعتبر ناصر حلف بغداد جزءًا من جهد بريطاني لتقسيم الدول العربية إلى مجموعات مختلفة وتقسيم المنطقة عن طريق تصعيد التوتر بينهما. حاول البريطانيون لاحقاً ضم الأردن إلى «حلف بغداد» في أواخر عام 1955 بعد موافقة ناصر على شراء أسلحة من تشيكوسلوفاكيا في الكتلة السوفيتية. كان البريطانيون مصممين على ضم الأردن إلى حلف بغداد والضغط عليهم لمحاولة إجبار الأردن على الانضمام. عارض جمال عبد الناصر حلف بغداد ونجاحه في منع الأردن من الانضمام إلى الحلف مثال على استراتيجيته الدبلوماسية البراغماتية. كانت براغماتية جمال عبد الناصر تجاه الأردن تهدف إلى إجبار النظام الأردني على رفض الانضمام إلى الاتفاقية لكنه لم يحاول هو نفسه الإطاحة بالنظام. تمت مكافأة هذا الموقف بدعم أردني لمصر خلال أزمة السويس في العام التالي في عام 1956.
استمر الخلاف على عضوية الأردن في حلف بغداد من نوفمبر إلى ديسمبر 1955. وكان هدف ناصر على أساس المصالح الوطنية المصرية أراد منع العضوية الأردنية في حلف بغداد الذي كان أكثر أهمية بالنسبة له من مصير النظام الأردني. وهكذا كان مستعدًا لإعطاء النظام الأردني مخرجًا يمكنه البقاء فيه إذا لم ينضم إلى الحلف. كانت إستراتيجية جمال عبد الناصر خلال الجدل حول حلف بغداد هي تطبيق الضغط الخطابي باستخدام الدعاية المصرية لإطلاق برامج مهاجمة للبريطانيين وكذلك تحذير النظام الأردني بأنه يمكن إسقاطه إذا وافق على الانضمام إلى الحلف. أدت الدعاية المصرية إلى أعمال شغب وقعت في الأردن في ديسمبر 1955 خلال زيارة قام بها البريطاني المشير تيمبلر الذي كان يشغل منصب رئيس أركان الدفاع البريطاني.
إن طبيعة الرسالة التي كانت تنقلها الدعاية المصرية خلال الأزمة حول انضمام الأردن إلى حلف بغداد مهمة جدا. كان تركيزها الأساسي على مهاجمة البريطانيين وليس النظام الأردني نفسه ولم يدعوا أنفسهم للإطاحة بالملك حسين. بعبارة أخرى كان المقصود من هذه الدعاية هو الضغط على النظام ومن المرجح أن يقنع الملك حسين ضمناً بأن احتمالات البقاء في السلطة ستكون أكبر إذا رفض الانضمام إلى حلف بغداد، وقرّر الأردن في ديسمبر / كانون الأول أنه لن ينضم إلى الحلف. بقي الملك حسين في السلطة وانحاز إلى مصر في الأزمات المستقبلية كما حدث في حرب السويس عام 1956 أو في حرب عام 1967 بين العرب وإسرائيل. وهكذا استمدت مصر مكافأة مباشرة من نهجها البراغماتي تجاه نظام الملك حسين وربما أقنع الخلاف على حلف بغداد الملك حسين أنه بحاجة إلى التوافق مع مصر في حالات الأزمات المستقبلية. كما أدت قوة القومية العربية الملك حسين إلى عزل الجنرال البريطاني جون باغوت غلوب كقائد للجيش الأردنى في عام 1956. تمت إقالة غلوب أثناء وجود وزير الخارجية البريطاني في مصر وكان البريطانيون يعتقدون أن ذلك يمثل تحديًا مباشرًا من ناصر لنفوذهم في المنطقة.

### العدوان الثلاثي

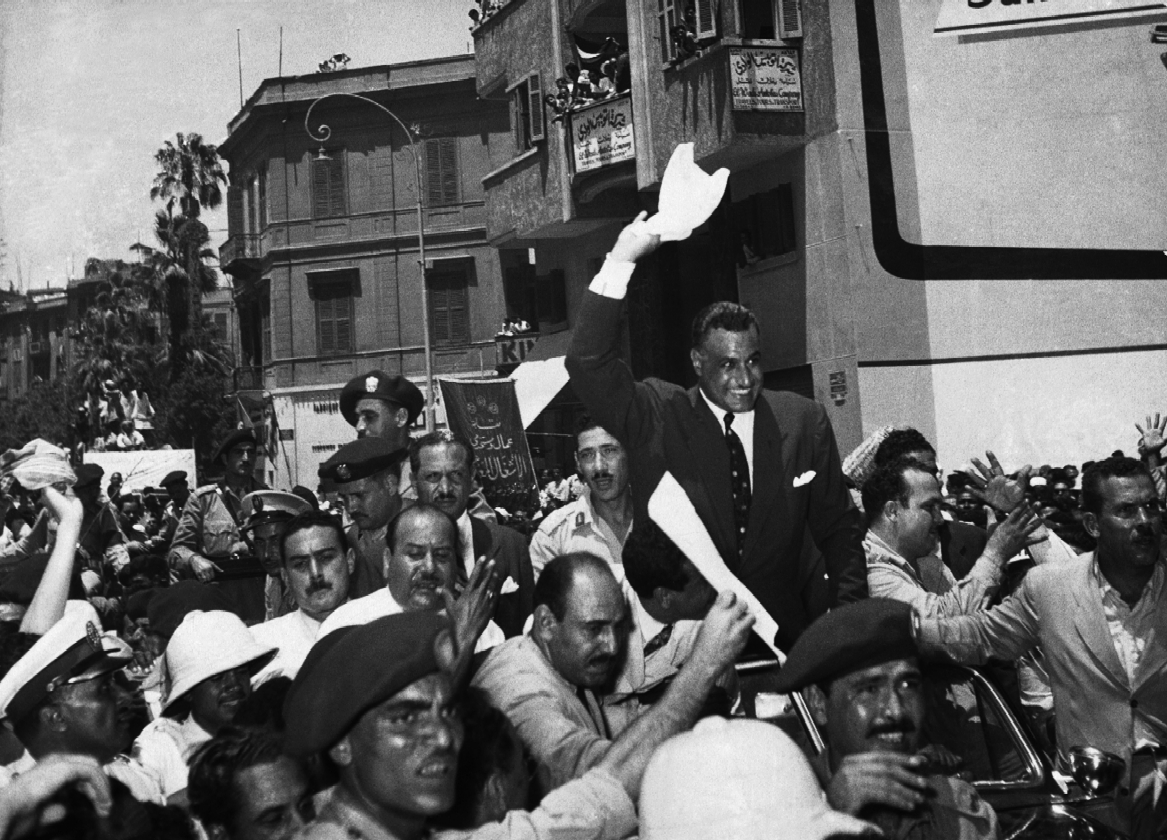

كانت مصر تسعى للحصول على قرض من البنك الدولي منذ أواخر عام 1955 لتمويل بناء السد العالي في أسوان. وأشار اتفاق مبدئي مع البنك الدولي والولايات المتحدة وبريطانيا إلى أنه سيتم توفير 70 مليون دولار أمريكي للمشروع. ومع ذلك فقد قام ناصر مؤخرًا (27 سبتمبر 1955) بالتفاوض على اتفاق مع الاتحاد السوفييتي الذي قدم معونة فنية وعسكرية للجيش المصرى مما أثار غضب الولايات المتحدة التي كانت حتى الآن تدعم جمال عبد الناصر. ونتيجة لذلك وبعد ضغط من الحكومة البريطانية بشأن التهديد الذي يمثله جمال عبد الناصر سحبت الولايات المتحدة وبريطانيا في 20 يوليو / تموز 1956 عروض التمويل ورجع البنك الدولي إلى الاتفاقية. في 26 يوليو ألقى جمال عبد الناصر خطابا تاريخيا أعلن فيه عن تأميم شركة قناة السويس في إطار سياسة التأميم التي ستستخدم إيراداتها لتمويل بناء السد العالي الذي اكتمل في يناير 1968. صاعد التأميم التوتر مع بريطانيا وفرنسا التي جمدت الأصول المصرية ووضع جيوشهم في حالة تأهب.في 1 أغسطس عرض الاتحاد السوفييتي تمويل مشروع السد العالي. تدهورت العلاقات مع بريطانيا وفرنسا إلى مستوى الحرب الباردة مع حلول الصيف تدهورت من جديد عندما سحبت الولايات المتحدة الكثير من دعمها بسبب مظاهر صداقة جمال عبد الناصر المتنامية مع الاتحاد السوفيتي. بعد أن أقتنعت الولايات المتحدة أخيراً بخطأها في دعم حركة الضباط الأحرار والتهديد الخاص الذي شكله جمال عبد الناصر شعر البريطانيون والفرنسيون بالحرية في الإطاحة به. وقد توجت هذه الخطوة بالعدوان الثلاثي الأنجليزى والفرنسي والإسرائيلي على مصر في أكتوبر 1956.
في إعادة قراءة نهائية لسياسة القوة الأوروبية القديمة تفاوض البريطانيون والفرنسيون على خطة مع إسرائيل من شأنها أن تسفر عن عودة قناة السويس إلى البريطانيين والفرنسيين والإطاحة بنظام جمال عبد الناصر واستعادة الملكية الأوروبية والمسيحية واليهودية. قرر البريطانيون والفرنسيون استخدام قلق إسرائيل من نظام عبد الناصر لصالحهم بمجرد أن ترى التهديد الكبير الذي شكله جمال عبد الناصر على وجودهم المستمر. وبموجب خطتهم قامت عناصر إسرائيلية في مصر بإطلاق عمليات كاذبة تستخدم كذريعة لإطلاق إسرائيل هجومًا مفاجئًا على مصر عبر سيناء ونحو قناة السويس. وباستخدام شروط معاهدة الجلاء التي سمحت للبريطانيين والفرنسيين باستخدام القوة العسكرية في حماية القناة سوف تغزو القوات الأنجليزية الفرنسية منطقة القناة وتحتل بعد ذلك القاهرة.غزت القوات الإسرائيلية غزة وتقدمت باتجاه سيناء في 29 أكتوبر. وبناءً على ذلك وبموجب شروط معاهدة الجلاء هاجمت القوات البريطانية والفرنسية منطقة القناة في 31 أكتوبر / تشرين الأول باستخدام قوة مشتركة من الضربات الجوية والقصف البحري وقوات المظلات. وأبحرت وحدات برمائية ومشاة كبيرة من قبرص والجزائر باتجاه القناة من أجل الاحتلال النهائي والدخول إلى القاهرة. في حين أن العملية كانت تحتوي على جميع العناصر الضرورية للمفاجأة ولكن كانت تفتقر إلى السرعة نظراً للضعف الاستراتيجي النسبي الذي وجد البريطانيون والفرنسيون أنفسهم في فترة ما بعد الحرب.
على الرغم من أن البريطانيين والفرنسيين ما زالوا يتمتعون بقدرات إسقاط كبيرة للقوة وكانوا القوة العسكرية الساحقة في المنطقة إلا أن كلا البلدين كان يعتمد بشكل كبير على الدعم الأمريكي لاقتصاداتهما من خلال شراء الديون البريطانية والفرنسية والاستثمار الأمريكي المباشر والأهم من ذلك من خلال دعم شركات النفط الأمريكية المقدمة للاستهلاك الأوروبي. وبالتالي في الوقت الذي بدأت فيه الأسطول الأنجليزى الفرنسي بتعزيز المواقع البريطانية والفرنسية على القناة كانت الحكومة الأمريكية قد تعرضت بالفعل لضغوط هائلة من الأمم المتحدة والاتحاد السوفييتي والأهم من شركات النفط الأمريكية التي واجهت عقبات لتوسعها التجاري في الشرق الأوسط. عندها بادرت إدارة أيزنهاور إلى فرض حظر نفطي على البريطانيين والفرنسيين وكان هناك فزع فوري في الحكومة البريطانية إلا أن الفرنسيين كانوا يثبتون مطالب أكثر حزما واستهتاراً بمطالب أميركية تشير إلى حقيقة مفادها أن أمريكا ليس لها مصلحة في الشرق الأوسط وأنها كانت مخادعة في دعمها للقومية العربية ومكافحة الاستعمار.
لكن مع فرض الحظر تعرضت السيولة البريطانية التي تستخدم كعملة احتياط في شراء النفط إلى تهديد من نقص السيولة. وفي حين ناقشت الحكومة البريطانية هذا التحول في الأحداث فقد تراجعت الحملة العسكرية وأثبتت أنها ضعيفة في ظل الوضع العالمى الجديد مما أدى إلى شراء وقت حاسم لنظام جمال عبد الناصر لحشد الدعم من الليبراليين الأمريكيين والاتحاد السوفييتي وغيرهم في الأمم المتحدة. وأخيراً عندما قالت حكومة الولايات المتحدة في محاولة للتضامن مع نظام جمال عبد الناصر وإنها لن تقبل دعم الجنيه الإسترليني من خلال شراء الديون البريطانية فقد اكتسب المستفيدون في الحكومة البريطانية اليد العليا وأجبروا على الاستسلام للمطالب الأمريكية. ونتيجة لذلك توقفت العمليات البريطانية في 7 نوفمبر. عندما أوضحت المفاوضات بين البريطانيين والأمريكيين أن الولايات المتحدة كانت ضد استمرار الإمبراطوريتين البريطانية والفرنسية انهار موقف الحكومة البريطانية من سيطرتها على قناة السويس. من الآن فصاعدا لم تكن العمليات العسكرية ولكن تصفية ما تبقى من الأصول البريطانية والفرنسية والهيبة التي سمحت للجيوش الأنجليزية والفرنسية بالبقاء حتى النهاية في 22 ديسمبر. ونتيجة لذلك تم تأميم جميع البنوك والشركات البريطانية والفرنسية البالغ عددها 15000 مؤسسة وتم توسيعها فيما بعد لتشمل جميع المؤسسات الأجنبية وكذلك الشركات المصرية. لكن الأهم من ذلك أن الحدث كان بمثابة تخلي الولايات المتحدة عن هوية حضارية غربية علنية لا سيما التفوق الأبيض وكذلك معارضة الولايات المتحدة لوجود تجاري عالمي أوروبي ينظر إليه على أنه منافس لرؤيتها العالمية الخاصة. ونتيجة لذلك مع معارضة الزعيم الأول للغرب لسبب وجود الاستعمار الأوروبي فإن أزمة السويس التي أطلقتها حركة الضباط الأحرار والثورة المصرية عام 1952 كانت بمثابة نهاية لمسعي الدول الأوروبية الاستعمارية.
وفقاً للمؤرخ البارز عبد العظيم رمضان فإن قرار جمال عبد الناصر بتأميم قناة السويس هو وحده الذي صنع دون استشارة سياسية أو عسكرية. وأظهرت الأحداث التي أدت إلى تأميم شركة قناة السويس كما حدث في أحداث أخرى خلال حكم جمال عبد الناصر كان ناصر يميل إلى اتخاذ القرار الانفرادي. يعتبر ناصر أنه كان بعيد عن القائد العقلاني والمسؤول.

### الاتحاد مع سوريا

علم الجمهورية العربية المتحدة.

في 22 فبراير 1958 اتحدت مصر مع سوريا ونشأت الجمهورية العربية المتحدة. تم إلغاء دستور 1956 بعد الاتحاد وأصدر مرسومًا مؤقتًا. تم حل مجلس الأمة المصري. في 2 أبريل أصدر ناصر مرسوما يحدد شكل علم الجمهورية بثلاثة أشرطة أفقية حمراء وبيضاء وسوداء ونجمتين. كانت هناك حملة قمع ضد الشيوعيين في 31 ديسمبر بسبب عدم دعمهم للاتحاد مع سوريا بعد الانفصال السوري في عام 1962. في نوفمبر 1961 عقدت اللجنة التحضيرية للمؤتمر الوطني للقوى الشعبية اجتماعها الأول وفي مايو 1962 عُقد المؤتمر الوطني للقوي الشعبية لاختيار قيادات من النقابات المهنية والعمالية والاتحادات الطلابية موزعة جغرافيًا. ويضم المؤتمر الوطني للقوى الشعبية 1750 عضوًا من ممثلي الفلاحين والعمال والمهنيين والعمال في مايو لمناقشة مشروع الميثاق الوطني الذي قدمه ناصر. في 30 يونيو وافق مجلس الأمة على الميثاق الذي أنشأ منظمة سياسية جديدة أطلق عليها الاتحاد الاشتراكي العربي ليحل محل الاتحاد القومى. شغل المزارعون والعمال 50 في المائة من مقاعد الاتحاد الاشتراكي. تم إنشاء وحدات الاتحاد الاشتراكي المنتخبة في المصانع والشركات والتعاونيات الزراعية والوزارات والنقابات المهنية.

### حرب اليمن
في عام 1962 انخرطت مصر في الحرب الأهلية في اليمن ودعم النظام الثوري لعبد الله السلال الذي أطاح بالحاكم السابق للبلاد الإمام بدر وأعلن الجمهورية. ثبت أن هذا عبء مالي وعسكري كبير على مصر وخلق العداء تجاه المملكة العربية السعودية التي دعمت الملكيين اليمنيين.

### حرب 1967
تحت الضغط العربي ونتيجة للتوقعات الشعبية المتزايدة للقوة العسكرية العربية في 18 مايو 1967 طلب ناصر من الأمين العام للأمم المتحدة يو ثانت سحب قوة الطوارئ التابعة للأمم المتحدة (UNEF) المتمركزة على الجانب المصري من الحدود مع إسرائيل في سيناء. أغلقت مصر مضيق تيران على السفن الإسرائيلية ردا على تحويل إسرائيل لنهر الأردن. قام العاهل الأردني الملك حسين بزيارة إلى القاهرة في 30 أيار / مايو لتوقيع اتفاق دفاعي أردني مصري.في 5 يونيو وجهت قوات الجيش الإسرائيلي ضربة ساحقة لمصر. تم الهجوم على 17 مطارًا مصريًا، وتدمير معظم القوات الجوية المصرية على الأرض مما أدى إلى الاحتلال الإسرائيلي لشبه جزيرة سيناء. دخل الأردن الحرب على الجانب المصري، لكنه اضطر إلى قبول وقف لإطلاق النار من جانب مجلس الأمن الدولي في 7 يونيو بعد احتلال إسرائيل للأراضي التي يسيطر عليها الأردن في الضفة الغربية وقطاع غزة الذي تسيطر عليه مصر. كما قبلت مصر بوقف إطلاق النار. هاجمت القوات الإسرائيلية المنشآت العسكرية الاستراتيجية في مرتفعات الجولان السورية واحتلت بلدة القنيطرة ثم قبلت سوريا وقف إطلاق النار في 10 يونيو.
هزيمة مصر في حرب 1967 أجبرت جمال عبد الناصر على الاستقالة في 9 يونيو حيث عيّن نائب الرئيس زكريا محيي الدين خليفة له. ومع ذلك لم يغادر السلطة بعد المظاهرات الشعبية الضخمة الداعمة له من أجل البقاء في السلطة. وحوكم سبعة من كبار الضباط في أعقاب الهزيمة بمن فيهم وزير الحربية شمس بدران والقائد العام للقوات المسلحة على المشير عبد الحكيم عامر وذكر أنه انتحر أثناء وجوده في الحجز في أغسطس.

## المجتمع

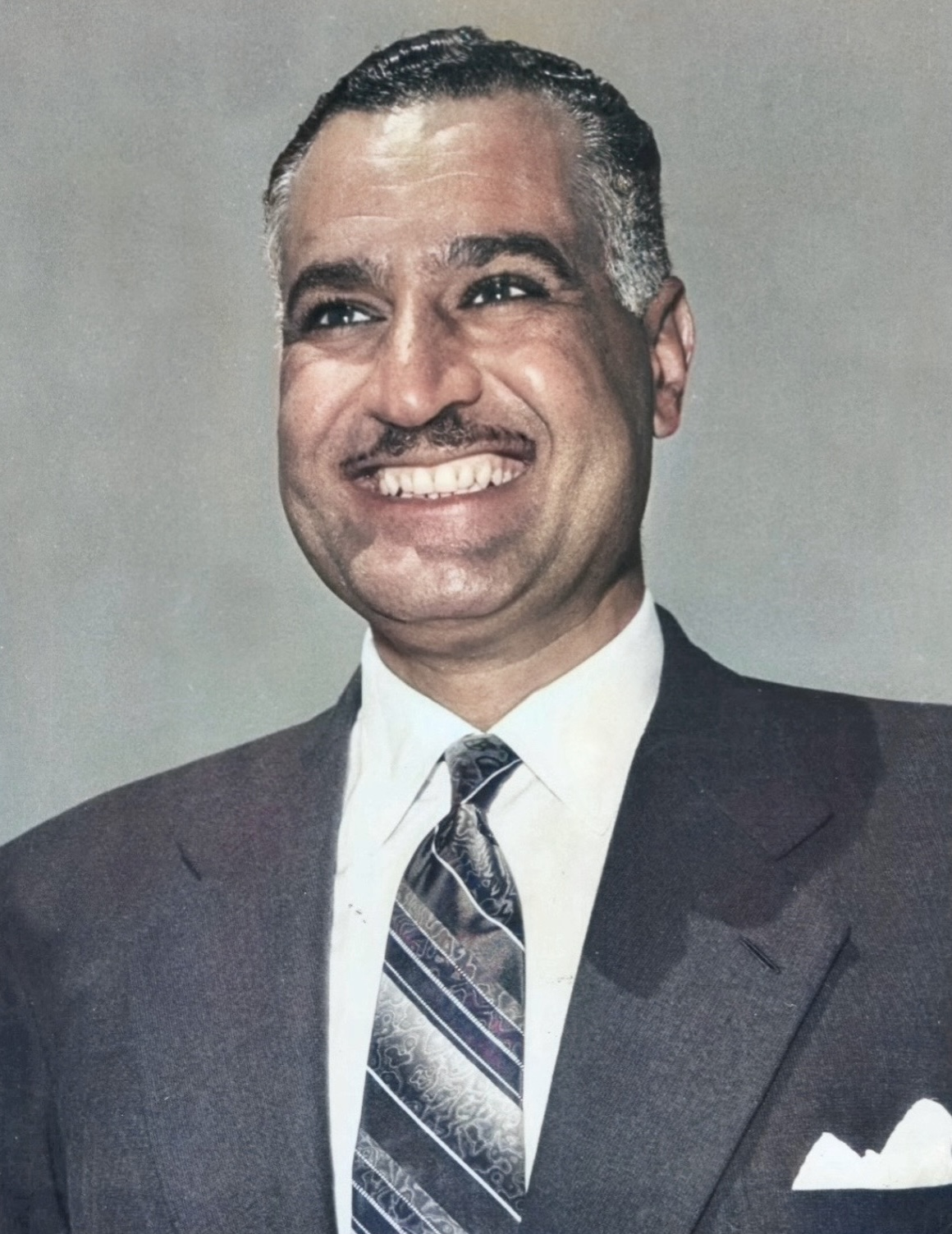
جمال عبد الناصر

في وقت سقوط النظام الملكي في مصر في أوائل الخمسينيات كان أقل من نصف مليون مصري يعتبرون من الطبقة العليا أوالغنية وأربعة ملايين من الطبقة المتوسطة و17 مليون من الطبقة الدنيا والفقيرة. أقل من نصف جميع الأطفال في سن الدراسة الابتدائية التحقوا بالمدارس ومعظمهم من الأولاد. ما يقرب من 75% من السكان فوق سن العاشرة وأكثر من 90% من جميع النساء أميات. سياسات جمال عبد الناصر غيرت هذا بداية بالإصلاح الزراعى وقرارات التأميم والنمو الهائل في التعليم الجامعي وإنشاء القطاع العام. من العام الدراسي 1953-1954 حتى 1965-1966 ازداد إجمالي التسجيل في المدارس العامة أكثر من الضعف. انضم ملايين المصريين الفقراء سابقا من خلال التعليم وفرص العمل في القطاع العام إلى الطبقة الوسطى. شكّل الأطباء والمهندسون والمعلمون والمحامون والصحفيون الجزء الأكبر من الطبقة الوسطى الضخمة في مصر في عهد جمال عبد الناصر.